# Circus (magazin)
A Circus havonta megjelenő amerikai magazin volt, amely főleg könnyűzenei témákkal foglalkozott. 1966 és 2006 között jelent meg rendszeresen. Fénykorában a könnyűzenei újságírás ismertebb nevei közül többen dolgoztak itt, úgy mint Kurt Loder, Paul Nelson vagy David Fricke – a magazin eladásai pedig meghaladták a Creemét, és a Rolling Stone-éval vetekedett.
Gerald Rothberg eredetileg Hullabaloo néven indította az újságot 1966-ban, majd 1968-ban változtatott Circusra. A kezdetektől kezdve a kiadója és főszerkesztője volt a lapnak. Kezdetekben a hard rock előadókra fókuszált, majd később főleg a tinédzserek érdeklődési körébe tartozó stílusokat és előadókat preferálta. Az 1980-as években főleg a népszerű glam metal együttesekre koncentrált, emiatt az 1990-es évekre, a grunge előretörésével elvesztették a népszerűségüket, és visszaestek az eladások. 